# Battaglia di Las Piedras
La battaglia di Las Piedras fu uno scontro bellico combattuto il 18 maggio 1811 nel contesto delle guerre d'indipendenza ispanoamericana tra le truppe realiste fedeli al viceré Francisco Javier de Elío e le milizie della Banda Oriental sollevatesi alle autorità coloniali spagnole.
La battaglia ebbe luogo nelle vicinanze di Las Piedras, nell'attuale Uruguay, e vide la vittoria delle milizie rivoluzionarie guidate da José Gervasio Artigas su quelle spagnole di José Posadas.

## Antefatti
La Rivoluzione di Maggio instaurò una nuova giunta a Buenos Aires, cacciando dalla città le autorità coloniali spagnole; queste si rifugiarono a Montevideo, dove arrivarono più tardi il nuovo governatore Gaspar de Vigodet e il nuovo viceré Francisco Javier de Elío, che, con la loro intransigenza, precipitarono la situazione verso la guerra.
Nel febbraio del 1811, nella guarnigione spagnola di Colonia del Sacramento, ci fu un duro scontro verbale tra il comandante Vicente María de Muesas e il capitano dei blandengues José Gervasio Artigas; quest'ultimo, minacciato, fuggì a Buenos Aires, dove si pose a servizio della giunta rivoluzionaria. Il 28 febbraio si ribellarono altri ufficiali delle milizie orientali, in quello che fu chiamato Grito de Asencio (in italiano "Grido di Asencio"); lo stesso giorno furono occupate dagli insorti le località di Soriano e Mercedes.
Artigas sbarcò il 9 marzo nel territorio orientale con il grado di tenente colonnello alla testa di 150 uomini; intanto gli insorti respingevano una flottiglia realista il 4 aprile nella battaglia di Soriano e prendevano possesso di El Colla (attuale Rosario) e di San José, lasciando ai realisti le sole piazze di Colonia e Montevideo.
I rivolgimenti interni alla giunta di Buenos Aires portarono il 23 aprile alla sostituzione del generale Belgrano con José Rondeau al comando dell'esercito nella regione; quest'ultimo nominò Artigas comandante dell'avanguardia a scapito del suo rivale Venancio Benavides, protagonista fino a quel momento delle azioni belliche più importanti da parte dello schieramento rivoluzionario.
Rimasto isolato a Montevideo, Elío fece occupare il villaggio di Las Piedras, a poche miglia dalla città, da un contingente di 1300 uomini, comandati dal colonnello José Posadas; questi fece una sortita con 400 fanti, 450 cavalieri e 54 artiglieri che manovravano quattro pezzi, lasciando nel villaggio una guarnigione di 140 uomini riparati da un sistema di fossati. Trovata una posizione favorevole poco distante, vi dispose le sue truppe. Rondeau, da parte sua, mandò di rinforzo ad Artigas, che disponeva fino a quel momento di sole truppe di cavalleria, 430 fanti e 40 artiglieri con quattro pezzi.

## La battaglia
I due eserciti si incontrarono il 18 maggio 1811. Alle 9 di mattina Artigas lanciò all'attacco una pattuglia di cavalleria guidata da Antonio Pérez; questa fu respinta dai realisti, che si lanciarono subito all'inseguimento, abbandonando la loro posizione favorevole e scendendo in campo aperto. Qui si trovarono di fronte la fanteria patriota, che iniziò ad avanzare. Gli spagnoli quindi si ritirarono, cercando di riguadagnare un'altura alle loro spalle, incalzati sui fianchi da due ali della cavalleria indipendentista; a destra manovrava Eusebio Valdenegro, mentre a sinistra comandava la colonna Manuel Francisco Artigas, fratello di José Gervasio. In questo frangente gran parte della cavalleria realista, composta per la maggior parte da creoli americani, si disperse.
Gli spagnoli riuscirono a riparare sull'altura, ma qui dovettero sostenere l'attacco dei patrioti che riuscirono a sloggiarli dal sito, catturando un cannone e una cassa di munizioni. Persa la speranza di vincere in campo aperto, Posadas ordinò di ripiegare sul villaggio di Las Piedras; in un primo tempo le truppe spagnole mantennero l'ordine, ma furono costrette ad abbandonare i pezzi d'artiglieria e le munizioni. Incalzate dalla fanteria nemica, si trovarono alla fine circondati in una zona bassa di terreno, sotto il tiro del nemico che occupava le alture vicine; in loro possesso era rimasto un solo pezzo d'artiglieria, mentre la ritirata era impedita dalla cavalleria dell'esercito patriota.
Posadas accettò la resa incondizionata. Artigas mandò il colonnello Valdenegro ad ottenere la resa della guarnigione rimasta a Las Piedras; questa, isolata, si arrese anch'essa senza condizioni alle minacce dei rivoluzionari.

## Conseguenze
Al termine della battaglia rimasero nelle mani di Artigas più di 450 soldati prigionieri, tra ufficiali e truppa, oltre a tutto il materiale a disposizione del contingente realista; alcuni soldati passarono nelle file degli indipendentisti, mentre i loro capi furono messi a disposizione delle autorità di Buenos Aires.
La battaglia di Las Piedras ebbe una notevole importanza sulle sorti del conflitto, consegnando ai rivoluzionari l'intera Banda Oriental, con l'eccezione di Montevideo e Colonia, e conferendo un enorme prestigio presso la popolazione locale ad Artigas, promosso a colonnello nell'occasione. Ignorando l'ordine di sospendere la sua marcia, quest'ultimo si avvicinò repentinamente a Montevideo e già il 21 maggio iniziò ad assediarla. La città di Colonia fu invece assediata da Benavides. Consapevole della sua situazione disperata, Elío ordinò a Vigodet di evacuare l'intera guarnigione in essa dislocata; la flotta navale trasportò a Montevideo truppe, artiglieria e munizioni, lasciando agli indipendentisti il controllo della costa.
Il generale Rondeau si unì all'assedio di Montevideo il 1º giugno, mentre la flotta realista provò a bombardare Buenos Aires, ottenendo scarsi risultati. Elío fu costretto così a chiedere aiuto ai portoghesi per arrivare ad un possibile armistizio.